# Nearchos
Nearchos (altgriechisch Νέαρχος Néarchos, lateinisch Nearchus; * um 360 v. Chr.; † nach 314 v. Chr.), Sohn des Androtimos, war ein Begleiter Alexanders des Großen auf dessen Asienfeldzug, auf dem er vor allem durch seine Seeexpedition vom Indus zum Persischen Golf und seinen Bericht darüber bekannt wurde.

## Leben

### Abstammung; frühes Leben
Nearchos war ein Grieche und stammte von Kreta, vermutlich aus Lato. Er siedelte nach Amphipolis um und trat in die Dienste König Philipps II. von Makedonien. Er wurde ein Jugendgefährte (syntrophos) des Kronprinzen Alexander. Als dieser in Zwist mit seinem Vater Philipp II. geriet, musste Nearchos 337 oder 336 v. Chr. wie auch andere Freunde Alexanders ins Exil gehen. Laut Arrian geschah dies nach Alexanders Streit mit seinem Vater bei Philipps Heirat mit Kleopatra, laut Plutarch hingegen nach der „Pixodaros-Affäre“.

### Erste Stationen bei der Teilnahme am Asienfeldzug
Nachdem Philipp II. im Herbst 336 v. Chr. dem Attentat des Pausanias zum Opfer gefallen war, konnte Nearchos nach Makedonien zurückkehren. Kurz danach wurde er vom Delphischen Orakel durch Verleihung der Proxenie für sich und seine Nachkommen geehrt. Als enger Gefährte (Hetairos) Alexanders begleitete er diesen in den Krieg gegen den persischen Großkönig Dareios III. 334 v. Chr. ernannte ihn der Makedonenkönig zum Satrapen von Lykien und Pamphylien. Später wurde Nearchos aus dieser Stellung abberufen und führte im Winter 329/328 v. Chr. zusammen mit Asandros 3500 hellenische Söldner als Verstärkungstruppen nach Baktra, wo Alexander Winterquartiere bezogen hatte. Danach fungierte er möglicherweise als Chiliarch der Hypaspistes.

### Kommandant der Stromflotte
In Indien wurde Nearchos Ende 326 v. Chr. zum Oberbefehlshaber (nauarchos) der neugebauten Flotte ernannt, als diese zunächst den Hydaspes befuhr. Zusätzlich übernahm er wie andere höhere Offiziere eine Trierarchie. Nur ein Teil des Heeres fuhr auf den Schiffen den Hydaspes stromabwärts bis zu dessen Mündung in den Akesines, der Rest marschierte unter Krateros und Hephaistion an den Ufern des Flusses entlang. Unterhalb der Mündung des Akesines wurde Nearchos zur Ausbesserung der Schiffe zurückgelassen. Wenig später erhielt er den Auftrag, dem Landheer vorauszuziehen und ein Standlager zu errichten, während der König selbst inzwischen gegen den starken indischen Stamm der Maller Krieg führte.

### Leitung der Küstenfahrt vom Indus zum Persischen Golf
Nach der Ankunft in Pattala am Indus-Delta ließ Alexander die Rückkehr des Heeres und der Flotte nach Westen vorbereiten. Während der Kern des Heeres unter Alexanders Kommando von Pattala aus auf dem Landweg durch Gedrosien und Karmanien weiterzog, wurde Nearchos mit der Überführung der Flotte nach Mesopotamien betraut und ihm Alexanders Steuermann Onesikritos als Navigationsoffizier beigegeben. Dabei sollte Nearchos den bis dahin wenig bekannten Seeweg vom Indus-Delta bis zur Mündung des Euphrat der Küste entlang erkunden.
Da die Eingeborenen nach dem Abmarsch Alexanders Angriffe auf die makedonische Flotte unternahmen, musste Nearchos etwa Ende September 325 v. Chr. früher als beabsichtigt vom Indusdelta absegeln. Seinen später veröffentlichten, zuverlässigen Bericht über die nun folgende strapaziöse Seereise bis zum Persischen Golf, der viele topographische, ethnographische, naturkundliche und nautische Beobachtungen enthielt, hat Arrian in seinen Indika auszugsweise erhalten. Nearchos fuhr zunächst bis zur Küste der Arabiten, wo er einen „Alexanderhafen“ gründete und 24 Tage vor Anker liegen blieb, bis die für die Weiterreise vorteilhaften Nordostwinde aufkamen. Öfters waren Zwischenlandungen, etwa bei der Mündung des Arabios, zum Wasserholen und zur Proviantbeschaffung notwendig. Als Nearchos Kokala erreichte, konnte er wieder Kontakt mit dem makedonischen Landheer aufnehmen. Hier rastete er zehn Tage, traf Leonnatos, aus dessen Truppen er seine Mannschaft komplettierte, und deckte sich mit neuen Lebensmittelvorräten ein.
An der Mündung des Tomeros hatte Nearchos einen Kampf mit Strandbewohnern zu bestehen, die noch auf steinzeitlichem Niveau lebten. Dann kam er mit seiner Flotte zu einer Küstengegend, wo die Ichthyophagen hausten. Dort war die Versorgungslage von Nearchos’ Mannschaft erneut schlecht, und die einzige Beute eines Überfalls auf eine befestigte Siedlung war Fischmehl. Die Matrosen erschraken, als sie in den dortigen Meeresgebieten Wale sichteten. Sie fuhren den Tieren auf Nearchos’ Anordnung entgegen und suchten sie durch Trompetenstöße zu vertreiben.
Als die Flotte Kap Maketa am Eingang des Persischen Golfs erreichte, riet Onesikritos, nicht in den Golf einzufahren, sondern längs der arabischen Küste weiterzusegeln, also Arabien zu umschiffen. Dies entsprach aber nicht Alexanders Auftrag und führte zu einer Auseinandersetzung mit Nearchos, der Onesikritos in der Beratung über dessen Vorschlag deutlich die Meinung sagte. Nearchos konnte sich mit seiner Ablehnung von Onesikritos’ Anregung durchsetzen und so segelte die Flotte bis Harmozeia (das heutige Hormus), in dessen Nähe sie anlegte.

### Wiedersehen mit Alexander
Mittlerweile hatte Nearchos schon längere Zeit keine Verbindung mehr zu Alexanders Landheer gehabt. Der König wiederum, der mühsam die gedrosische Wüste durchquert hatte, glaubte an den vollständigen Verlust seiner Flotte. Einige von Nearchos’ Männern trafen auf Streifzügen zufällig einen Griechen, der erklärte, zum Lager Alexanders zu gehören, das nur fünf Tagesmärsche entfernt sei. Dieser Grieche führte Nearchos auch zum lokalen Küstenbefehlshaber, der seinerseits Alexander über das Wiederauftauchen von Nearchos informierte. Während Nearchos einstweilen die Schiffe an Land ziehen ließ und ein befestigtes Lager errichtete, befahl der König Suchtrupps, seinen Flottenbefehlshaber aufzuspüren. Einige der ausgesandten Makedonen stießen auf den sich nur in Gesellschaft von sechs Begleitern befindlichen Nearchos und geleiteten ihn zu Alexander, der in einer der Städte des inneren Karmaniens kampierte (etwa Dezember 325 v. Chr.). Dem König fiel es schwer, die ausgemergelten, struppigen Männer wiederzuerkennen. Besonders freute ihn Nearchos’ Mitteilung, dass die gesamte Flotte intakt sei. Er feierte das glückliche Wiedersehen mit Dankopfern, sportlichen und musischen Agonen sowie einem Festzug.

### Späte Karriere im Dienst Alexanders
Alexander wollte nun einen anderen Flottenkommandanten ernennen, damit Nearchos nicht in neue Gefahren käme. Nearchos überredete aber den König, ihn wieder zur Flotte zurückkehren zu lassen, damit er auch deren weitere Fahrt leiten konnte. Von Harmozeia aus segelte er entlang der Ostküste des Persischen Golfs bis zum Mündungsgebiet des Euphrat und Tigris und fuhr daraufhin den Pasitigris hinauf bis zu einer mittlerweile vom Landheer erbauten Schiffsbrücke, an der er im März 324 v. Chr. eine neuerliche Begegnung mit Alexander hatte. Zu seiner Ehrung wurden wieder Feiern veranstaltet; außerdem erhielt er einen goldenen Kranz für seine erfolgreiche Flottenfahrt zum Persischen Golf.
Von nun an begleitete Nearchos den König zu Wasser. Zunächst segelte er nach Susa, sah hier der Selbstverbrennung des indischen Weisen („Gymnosophisten“) Kalanos zu und wurde auf der Massenhochzeit von Susa mit einer Tochter des Mentor von Rhodos und der Barsine, der Geliebten Alexanders, verheiratet. Anschließend nahm er Alexander an Bord seiner Flotte und steuerte diese zur Mündung des Eulaios hinab. Danach segelte er wieder ohne den König den Euphrat hinauf bis Babylon.
Als Alexander Anfang 323 v. Chr. in die Nähe Babylons gelangte, überbrachte Nearchos ihm möglicherweise die Warnung der Chaldäer, die Stadt nicht zu betreten. Letztlich entschloss sich der König aber doch zum Einzug in Babylon. Nearchos befand sich dann in der letzten Lebenszeit des Königs häufig in dessen Nähe. Vielleicht durch Nearchos’ Bericht über seine Seereise von Indien angeregt, bereitete Alexander eine Expedition nach Arabien vor, um eine Seeverbindung zwischen dem Persischen Golf und Ägypten herzustellen. Ferner sollten die Ufergegenden stärker besiedelt werden. Die Schiffe für den geplanten Arabienfeldzug ließ Alexander in Babylon versammeln und trainieren. Zum Admiral dieser Flotte wurde nach Abschluss der Vorbereitungen Nearchos ernannt. Bevor dieser aufbrach, veranstaltete der König für ihn Ende Mai 323 v. Chr. ein Abschiedsmahl. Dann nahm Nearchos mit Alexander und weiteren von dessen Freunden an einem Trinkgelage beim Thessaler Medios von Larissa teil, bei dem der König schwer erkrankte. Alexander ließ sich nochmals von Nearchos über dessen Flottenfahrt berichten, starb aber bereits neun Tage später am 10. Juni 323 v. Chr. in Babylon, weshalb auch Nearchos seine Arabienexpedition nicht mehr durchführen konnte.

### Rolle in der Diadochenzeit
Nach dem Tod Alexanders des Großen konnte der Grieche Nearchos in der Welt der makedonischen Generäle keine große Karriere mehr machen. Er wurde ausgelacht, als er bei den Beratungen in der Heeresversammlung über die Nachfolge vorschlug, Herakles, Alexanders Sohn von Barsine, zum neuen makedonischen König zu wählen.
In den folgenden Diadochenkriegen war Nearchos ein Gefolgsmann des Antigonos Monophthalmos und fungierte als dessen Unterfeldherr während des Feldzugs von 316 v. Chr. Entsprechend seiner griechischen Abstammung trat er, allerdings vergeblich, für die Schonung des Griechen Eumenes von Kardia ein, nachdem dieser in die Gefangenschaft des Antigonos geraten war. Als Antigonos 314 v. Chr. gegen Kassandros aufbrach, gab er seinem jungen, zum Schutz Syriens gegen Ptolemaios I. zurückgelassenen Sohn Demetrios Poliorketes neben anderen erprobten Offizieren auch Nearchos zum Berater. Weiteres ist über Nearchos nicht überliefert; ebenso unbekannt ist, wann er starb.

## Periplus
Nearchos verfasste einen Bericht (Periplus) unbekannten Titels über seine Flottenfahrt vom Hydaspes zum Indus-Delta, über seine anschließende Küstenfahrt bis Susa sowie vermutlich noch zum Schluss über die letzte Zeit mit Alexander dem Großen in Babylon und die maritimen Pläne des Königs (maßgebliche Ausgabe Felix Jacoby: Die Fragmente der griechischen Historiker. Nr. 133). Dieses Werk ist zwar bis auf Fragmente verloren gegangen, wurde aber ausgiebig von Arrian in seinem Werk über Indien herangezogen (siehe auch Indiká). So ist Nearchos’ Schrift insbesondere durch Arrians Indika kenntlich, aber auch durch zahlreiche Partien des 15. und einzelne des 11. und 16. Buchs des geographischen Werks von Strabon, der allerdings für seine Darstellung häufig nicht Nearchos selbst einsah, sondern nur indirekt durch Vermittlung des Eratosthenes verwendete. Aristobulos von Kassandreia, Kleitarchos und andere Alexanderhistoriker – deren Werke auch nicht mehr vorhanden sind – haben den Bericht des Nearchos anscheinend ebenfalls benutzt.
Das Buch des Nearchos beruhte offenbar hauptsächlich auf Autopsie. Alexander der Große wurde darin mit Bewunderung geschildert. Viele kulturgeschichtliche, naturwissenschaftliche, ethnographische und geographische Angaben waren eingestreut. Ursprünglich hatte Nearchos wohl während der Flottenfahrt ein Schiffstagebuch geführt, wofür die exakten Vermerke über Distanzen und Fahrtzeiten sprechen, und dieses Journal dann zum literarischen Zweck erweitert, woraufhin er diese ausgearbeitete Version veröffentlichte. Laut Felix Jacoby schrieb Nearchos nach Onesikritos – möglicherweise auch, um gegen dessen Darstellung anzuschreiben und diese zu korrigieren – und vor Kleitarchos. Dementsprechend wäre die Abfassungszeit ins erste Jahrzehnt nach Alexanders Tod zu datieren.

## Namensgeber
Nach Nearchos ist der Mondkrater Nearch benannt.